# Dinastía Pallava
La Dinastía Pallava fue una dinastía tamil dravídica que gobernó el norte de las regiones de Tamil Nadu y Andhra Pradesh, en el sur del subcontinente indio, estableciendo su capital en la ciudad de Kanchipuram. Alcanzaron el poder durante los reinados de Mahendravarman I (571-630 d. C.) y Narasimhavarman I (630-668 d. C.) dominando a los telugus y las partes septentrionales del antiguo país tamil durante más de seiscientos años, hasta el fin de la dinastía en el siglo IX. 
A lo largo de su reinado, estuvieron en constante conflicto con los chalukyas de Badami y con los reinos tamiles de la dinastía Chola en el norte y con los pandyas en el sur. Los reinos Chola se alzaron con la victoria final en estas guerras en el siglo VIII.
Los pallavas son conocidos por patrocinar las más grandes obras de la arquitectura dravídica, que aún pueden contemplarse en Mahabalipuram. Este pueblo dejó como legado magníficas esculturas y templos que crearon las bases de la arquitectura dravidiana clásica. 
Algunas fuentes mencionan a Bodhidharma, fundador de la escuela zen del budismo en China, como príncipe de esta dinastía y contemporáneo de Skandavarman IV, Nandivarman I, e incluso del hijo de Simhavarman II, pero estos datos aún no han sido confirmados.
El Reino Pallava marcó un momento de gran espiritualidad en la India meridional; con el declive del budismo, emergieron el jainismo y el movimiento Bhakti (devocional).
Esta monarquía destacó por el floreciente comercio marítimo con la isla de Sri Lanka y con los pueblos del Sureste asiático. El alcance de la próspera cultura Pallava se evidenció luego del maremoto del 26 de diciembre de 2004, cuando apareció un conjunto de estructuras que hoy en día forman parte del Patrimonio Histórico de la India.
Especialistas en las culturas del Sureste asiático afirman que la escritura pallava tiene su origen en el alfabeto vatteluttu, propio del sur de la India, y que es la base de muchas lenguas actuales como el jemer, el birmano y el javanés.

## Orígenes
La palabra pallava traduce rama o tronco en sánscrito. Esta misma palabra en tamil se traduce como Tondaiyar, a ello se debe que en algunos lugares los reyes de esta dinastía se les conoce como Thondamans o Thondaiyarkon. Su territorio era conocido como Tundaka Visaya o Tundaka Rashtra. El rey de Chola Karikala Chola anexó la región ahora denominada Tondaimandalam después de derrocar a la dinastía Kurmubar y se la entegró a su valiente hijo Athondai Chakravarti. La región, desde ese momento, se conoció como parte de los dominios del rey Athondai.
Con el colapso del poder de Satavahana, los pallavas afirmaron su poderío y conquistaron una gran parte del territorio de los Chola. Tras la ruina de los Satavahanas alrededor del 225 d. C., los Pallavas de Tondaimandalam ampliaron sus dominios hasta el río Krishna.
Los Vanniakula Kshatriyas de Tamil Nadu son descendientes de los reyes Pallavas.

### Pallavas y pahlavas
Los Pahlavas son un pueblo que aparece en numerosos textos hindúes de la antigüedad, entre ellos el Manu Smriti, varios Puranas, en el Ramayana, en el Mahábharata, y en el Brhatsamhita. 
De acuerdo a estudios realizados por  P. Carnegy, los Pahlava serían posiblemente un pueblo que hablaba el paluvi o pehlvi, un idioma parto. Buhler igualmente sugiere que «Pahlava» es una forma índica de Parthava, nótese su cercanía con 'Partia'.

### Teorías acerca del origen indígena
Todos los textos pallavas remontan el origen del clan hasta alrededor del año 1279 a. C. y mencionan una posible relación con el clan brahma-kshatra de Bharadwajan. Aswattaman, hijo de Drona, es conocido como el padre de este clan. Según la literatura pallava, una vez el bravo Aswattaman, «quien durante esa noche de guerra luchó ferozmente contra el ejército del demonio Rakshasa de Ghatotkacha», renunciando a la vida mundana, hizo meditación en la provincia de Funan, en el sureste asiático, una ninfa celestial llamada Menaka, pidió su mano en una de sus visitas a la Tierra. Como resultado de esta unión, nació un «apuesto príncipe» llamado Pallava. Desde el principio, Pallava tuvo como ancestros a un valiente guerrero (Aswattaman) y a una ninfa celestial (Menaka) y por ello sus descendientes eran considerados una mezcla de ambos. Muchas leyendas asocian este relato con algunos extractos del Ramayana y del Mahabharatha. En todos aparece Aswattaman.